# ألفريدو لوبيز
ألفريدو لوبيز (بالإنجليزية: Alfredo Lopez)‏ (1949)؛ شخصية أعمال وروائي أمريكي.